# Gymnosomata
Los gimnosomados (Gymnosomata) es un suborden de moluscos pterópodos conocidos vulgarmente como ángeles de mar.

## Descripción
El pie del gasterópodo se ha convertido en apéndices batientes en forma de alas (parapodios) y las larvas de los ángeles marinos descartan sus caparazones embrionarios unos días después de la eclosión. Ambas adaptaciones se adaptan a sus vidas oceánicas de natación libre. Las adaptaciones también explican el nombre común ángel marino y el nombre científico de la orden: del griego gymnos que significa "desnudo" y soma que significa "cuerpo".
La falta de un caparazón pesado para los gimnosomas les permite flotar en la superficie del agua durante períodos más largos, junto con un cuerpo aerodinámico que reduce el coeficiente de arrastre. Además, los gimnosomas tienen una relación de aspecto baja que les ayuda a maniobrar y acelerar rápidamente.[4]
Los ángeles marinos son gelatinosos, en su mayoría transparentes y muy pequeños, con la especie más grande (Clione limacina) que alcanza los 5 cm. C. limacina es una especie polar; los que se encuentran en aguas más cálidas son mucho más pequeños. Algunas especies de ángeles marinos se alimentan exclusivamente de mariposas marinas ; los ángeles tienen bocas terminales con la rádula común a los moluscos, y tentáculos para agarrar a sus presas, a veces con ventosas similares a los cefalópodos .

### Anatomía de las alas
El ala comprende siete grupos de músculos, los músculos oblicuos anteriores para los lados dorsal y ventral, los músculos oblicuos posteriores para los lados dorsal y ventral, los músculos retractores longitudinales y transversales del ala y los músculos dorso-ventrales. Los primeros cuatro grupos forman una hoja continua donde los músculos dorsales son perpendiculares a los músculos ventrales. Los músculos retractores transversales y longitudinales retraen el ala a lo largo de la envergadura y la cuerda. Los músculos dorso-ventrales controlan el grosor del ala cambiando la presión hemocoélica dentro del ala, esto también expulsa el aparato bucal de la cabeza de C. limacina.